# 造るモデルガン
造るモデルガン（つくるもでるがん）は東京マルイが1979年から2005年頃まで販売していた、プラスチック製遊戯銃のシリーズ名である。
『作るモデルガン』と表記される場合もある。

## 概要
縮尺1/1の発火タイプのモデルガンで、購入者が自分で組み立て説明書に従ってランナーに配された部品を切り出し、接着剤で接合したりネジを締めたりして完成させる、いわゆる“プラモデル”である。ただし、エアソフトガンではないため、BB弾を発射することはできない。
発売当時の著名な拳銃がシリーズ化され、スコープの付属するオプション付きモデル、シルバーメッキモデルも発売されている。1979年に第1弾の「44オートマグ」が発売されたことを始めとして、20種を超える製品が発売されたが、1983年の末に発売された「S&W M586」を最後に、幾つかの機種の発売が予定されたまま、以降は新製品は発売されることはなく、既存製品が限定的に再生産されるのみとなり、2003年以降は生産も停止され、2005年前後に出荷された製品をもって流通および店頭在庫のみの商品となった。
生産中止後、2000年代以降はコレクターズアイテムとしての価値が付加されており、未組み立ての物がネットオークション等に出品されるとプレミアム価格で取引きされることがあり、組み立て済み、また破損や部品欠落のあるジャンク品でも高値で落札されることがある。

## 特徴
高価な金属製モデルガンに比べ、2千円台（発売当時価格）という価格帯で発売され、コレクションも容易で、プラスチック製品のため銃刀法の適用外となり、全体を黄色や白色にする必要がないため、安価ながらもフォルム、デティールの再現度は高いものであった。
基本となる黒色成形のABS樹脂製モデルの他、リューポルド社製のピストル用スコープを模したスコープを搭載したものや、ステンレスタイプを模したシルバーメッキモデル、スピードローダーが付属するモデルがあった。
カートリッジはモデル化された実銃の使用弾薬に合わせて複数種類があり、薬莢部分だけではなく弾頭まで再現された金属の一体成型で、先端より専用装填器具でキャップ火薬を挿入する方式である。オートマチックモデルは44オートマグを除き発火の反動でブローバックし排莢するメカニズムを再現していた。
反面、組み立てには相応の技術を要し、特にオートマチックモデルを快調に作動させるには丁重な組み立てと発火式モデルガンの知識に基づいた調整が必要で、手軽な“プラモデル”の感覚での組み立ては作動不良を頻発させるばかりか、すぐに壊れるという難点もあった。
また、初期のロットでは付属の接着剤にABS樹脂用のものではなく通常のスチロール用のものが同封されており、これを用いた場合、設計上の想定強度が発揮されず、接着したはずの部品が完成後、特に発火させた際に脱落・分解する、という不良が多発した。この点も「すぐに壊れる」という不評を発生させた原因と推定される。
1979年の発売開始から生産終了までの間に、仕様は幾度か変更されており、強度不足とされたパーツの樹脂製から亜鉛合金製への変更、一部設計の改善、説明書の改正といった変更が行われている。また、パッケージは時期により
- 右上の「東京マルイ」のロゴがカタカナ表記されている
- 同ロゴがアルファベット表記されている
- 左下の製品名の上に製造物責任法（PL法）に基づいた表記がある[3]

といった点を始めとした差異があり、これにより生産時期を判断することができる。

## ラインナップ
リボルバーとオートマチックの計8機種、銃身長のバリエーションを含めて16種がモデル化され、スコープを装着したオプション付きモデル4種、メッキ処理が施されたステンレスシルバーモデル3種のバリエーションを含め、総計23製品が発売された。

カートリッジはラインナップされた銃の使用弾薬に合わせて5種類があり、銃本体に付属するものの他にスペアカートリッジとして別売品としても発売された。

### 銃本体
※（カッコ内は銃身長　単位はインチ）
リボルバー＆マグナム シリーズ
- 44オートマグ[2]
- 44マグナム M-29（8.37、6.5、4）
- スーパーブラックホーク（10、7.5）
- コルト パイソン 357（6、4）
- パイソンハンター 8インチ（8)※ラバーグリップ付[4]

オートマチック シリーズ
- ワルサー P.38
- ワルサー P.38 ロングバレル
- コルト M1911 A1 ガバメント
- コルト コンバット コマンダー
- モーゼルミリタリーM712[5]

スコープタイプ シリーズ
- 44オートマグ スコープタイプ
- 44マグナム M-29 8 3/8インチ スコープタイプ（8.37）
- スーパーブラックホーク 10インチ スコープタイプ（10）
- パイソンハンター 8インチ スコープタイプ（8) ※ラバーグリップ付[4]

ステンレス シリーズ
- 44オートマグ ステンレスタイプ
- 44マグナム M-29 6 1/2　ステンレスタイプ（6.5）
- コルト パイソン 357 ステンレスタイプ（6）

スピードローダー付モデル
- S&W M586 スピードローダー付（6、4)

### カートリッジ
※（カッコ内は使用キャップ火薬口径、単位はミリメートル）
- TYPE A 44マグナムカートリッジ（5）

オートマグ用の.44AMP弾を模したもの。
- TYPE B 44マグナムカートリッジ（5）

.44マグナム弾を模したもの。
TYPE Aの底面に金メッキされたプラスチック製の薬莢底板を追加したもので、本体そのものはTYPE Aと共通としながら、リボルバー用の有起縁薬莢を再現している。
- TYPE C　357マグナムカートリッジ（5）

.357マグナム弾を模したもの。
- TYPE D ブローバックカートリッジ（7）

9mm×19パラベラム弾を模したもの。
- TYPE E ブローバックカートリッジ（7）

.45ACP弾を模したもの。

### 専用火薬
「MAGNUM CAP」の商品名でリボルバー用の5mmのものとブローバックモデル（オートマチックタイプ）専用の7mmのキャップ火薬が発売された。
7mmキャップはキャップ火薬そのものをピストンとして用いる独自の構造のためリムと底部が肉厚に作られており、MGキャップやプラグファイヤーキャップ等の他社製キャップ火薬を代替品として用いると作動不良の原因となる。
なお、シリーズの発売当初は東京マルイよりは5mmキャップ火薬のみが発売されており、7mmキャップ火薬が発売されていなかったため、5mmキャップ火薬を7mmカートリッジで用いるための補助キャップとして「ブローバックキャップ」が発売されていた。

## 未販売製品
商品外箱のラインナップ表やメーカーの広告などで製品化が告知されたが、実際には発売されなかった製品も存在する。
- 南部十四年式 ※ラインナップの予定では、製品番号27番
- コルト ロウマン MK.III（4、2)
- コルト トルーパー（6、4)
- コルト・ウッズマン ※「マッチターゲット」「スポーツモデル」の2種類が予定されていた。
- ルガー P.08 ※ラインナップの予定では、製品番号26番

※（カッコ内は銃身長　単位はインチ）
この他に、シルエットのみが告知されていたモデルがあり、大型リボルバー形のもので、製品番号24番（長銃身モデル）と25番（短銃身モデル）として予定されていた。製品名やモデル名は未発表であったが、そのシルエットからS&W M19“コンバット・マグナム”と推定されている。
これらのうち南部十四年式は1980年代末までは玩具見本市に試作品が出展されているため、試作品の開発段階までは到達していた模様である。また、S&W M586の説明書は「S&W M586・M686」となっており、M586のステンレスシルバーモデル（S&W社の製品名はM686）も商品化が予定されていたことが窺える。
別売カートリッジの外箱裏面のラインナップ表には「TYPE F」の表示があり、“TYPE F”の名称のみで詳細は表記されていないが、銃本体の製品化予定から推測するに、南部十四年式用の8x22mm南部弾を模したものであったと推定される。

## その他
1982年、販売総数150万個を超えた記念に1万円がプレゼントされる企画があった
。